# Edo Lovrić
Edo Lovrić (Cirkvenica, 1866. július 30. – Zágráb, 1951. augusztus 21.), horvát jogász, akadémikus, egyetemi tanár, a Zágrábi Egyetem rektora.

## Élete és munkássága
Jogi tanulmányait 1891-ben a Zágrábi Egyetem Jogi Karán végezte. 1893-tól a tartományi kormánynál dolgozott, ahol a Vallásügyi és Oktatási Osztály (1895) és a Királyi Pénzügyi Bíróság (1898) vezetőjévé nevezték ki. A jogi karon tanított házasságjogot (1901–04), valamint a katolikus és a görögkeleti egyház kánonjogát (1903–45). 1903-tól egyetemi docens, 1906-tól az egyetem rendes tanára volt. Három cikluson át a jogi kar dékánja (1907–08, 1922–23 és 1930–31), és két ciklusban a zágrábi egyetem rektora (1913–14 és 1937–38) volt. Ivo Politeoval együtt szerkesztette a Mjesečniket, Jogi Társaság havilapját (1921–1941). 1941-től a Horvát Tudományos és Művészeti Akadémia a rendes tagja volt. Részt vett a jogalkotási munkában, jogi kiadványokat szerkesztett. Számos munkája jelent meg a házassági jog és a kánonjog témakörében.

## Főbb művei
- Studije iz ženidbenog prava (1898),
- Kanonsko pravo (I–II, 1906–12),
- Ženidbeno pravo (I–II, 1911–28)
- Pravo katoličke crkve (I–III, 1933).